# Liste der Monuments historiques in Wasquehal
Die Liste der Monuments historiques in Wasquehal führt die Monuments historiques in der französischen Gemeinde Wasquehal auf.

## Liste der Bauwerke
| Bezeichnung  | Beschreibung | Standort                             | Kennzeichnung | Schutzstatus | Datum | Bild |
| ------------ | ------------ | ------------------------------------ | ------------- | ------------ | ----- | ---- |
| Schulzentrum |              | 60,62,64 bis 66, square Armand-Petit | PA59000203    | Inscrit      | 2019  |      |

## Liste der Objekte
- Monuments historiques (Objekte) in Wasquehal in der Base Palissy des französischen Kultusministeriums